# Mühlenbach Schluchtentour
Die Mühlenbach Schluchtentour ist ein Rundwanderweg bei Saarwellingen im Saarland. Er gehört zu den von den örtlichen Tourismus-Veranstaltern so genannten Traumschleifen im Wegesystem des Saar-Hunsrück-Steiges und verbindet Saarwellingen mit Reisbach.

## Charakteristik
Hauptattraktion des Weges ist die tiefe Schlucht des Mühlenbachs, die durch ein aufwändiges System von Steigen, Leitern und Geländern gesichert ist. Der Bach hat sich tief in den Sandstein eingefressen und mäandert durch das Tal. Er verfügt über einen Aussichtspunkt.

## Verlauf
Start und Ziel ist die Schutzhütte des Saarwald-Vereins. Vorbei am Abwetterschacht der RAG und der Obstplantage Latz geht es weiter zum Quellgebiet des Heßbaches und zur Auffahrt des Nordschachtes des Bergwerk Saars. Von hier aus führt der Weg in die Schlucht des Mühlenbaches, dem Herzstück des Premiumwanderweges, um anschließend oberhalb der Schlucht bis zur Ortsbebauung Reisbach zu gelangen. Am Waldrand des Vorderen Weiherkopfes mit Blick auf den Labacher Hof gelangt man über den Hinteren Weiherkopf zur Schönstatt-Kapelle und weiter vorbei am Seitershof zum Heßbach. Links des Heßbaches erreicht man schließlich das Ziel, die Schutzhütte des Saarwald-Vereins.

## Sehenswürdigkeiten
- Schlucht des Mühlenbaches
- Westwallbunker

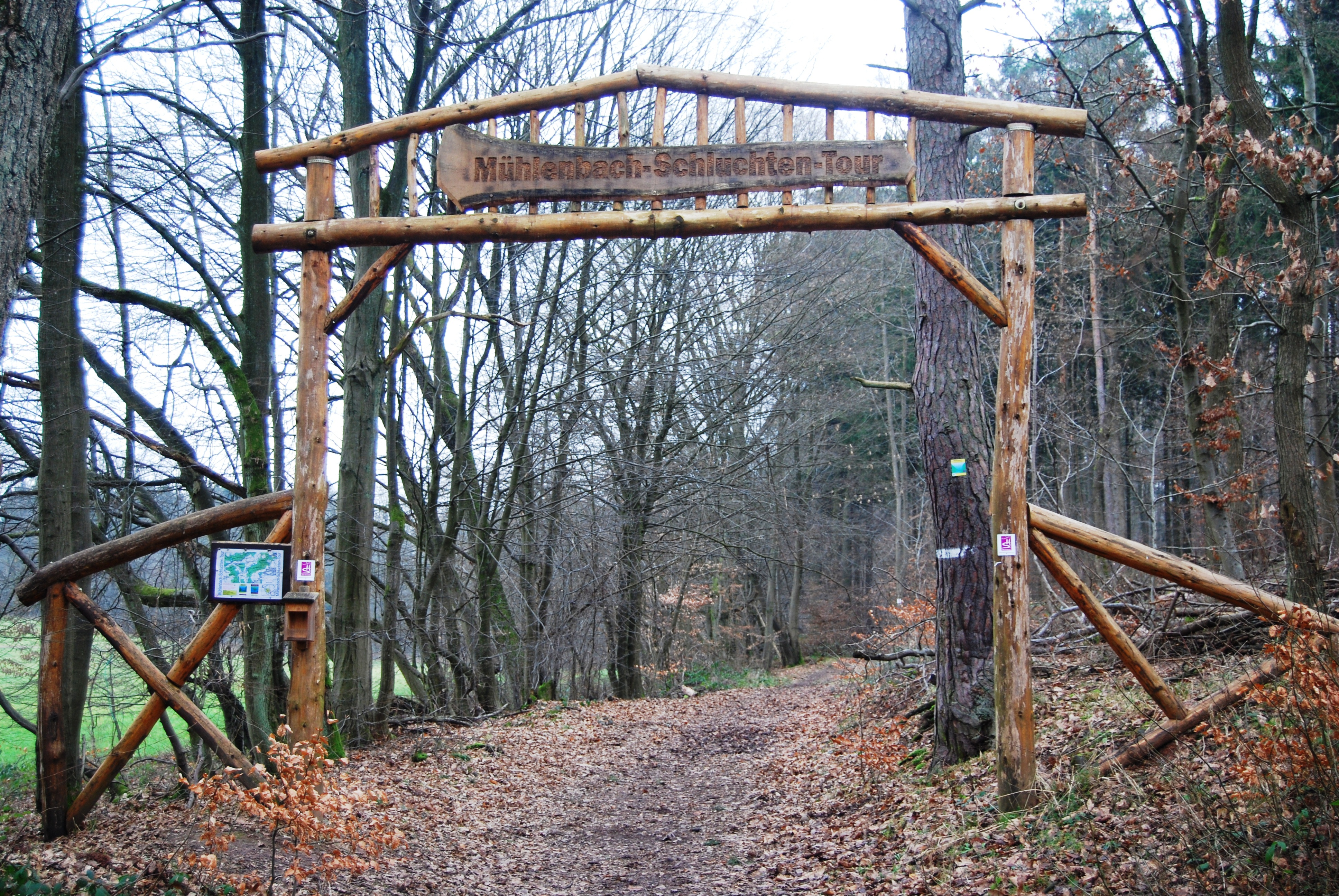
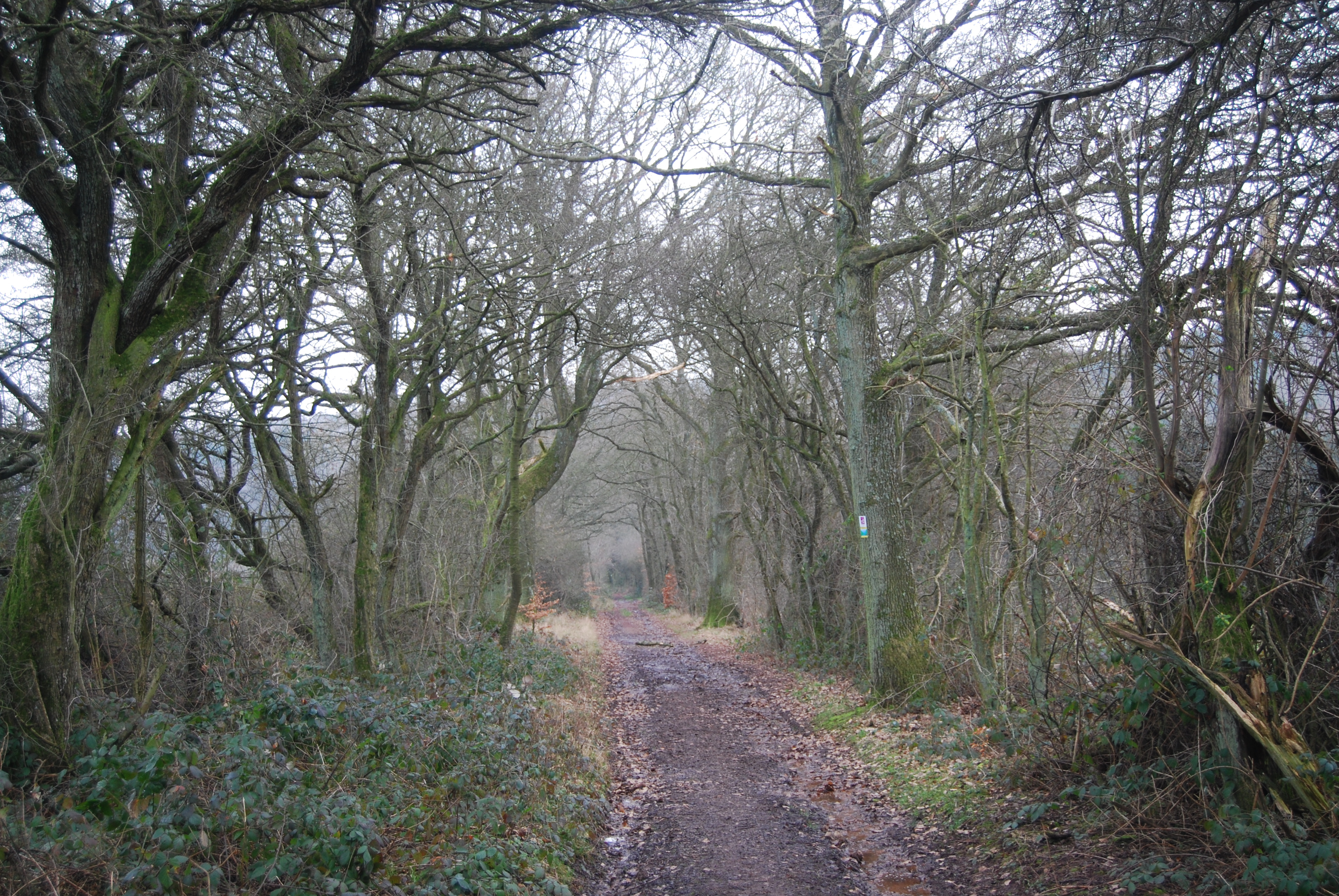
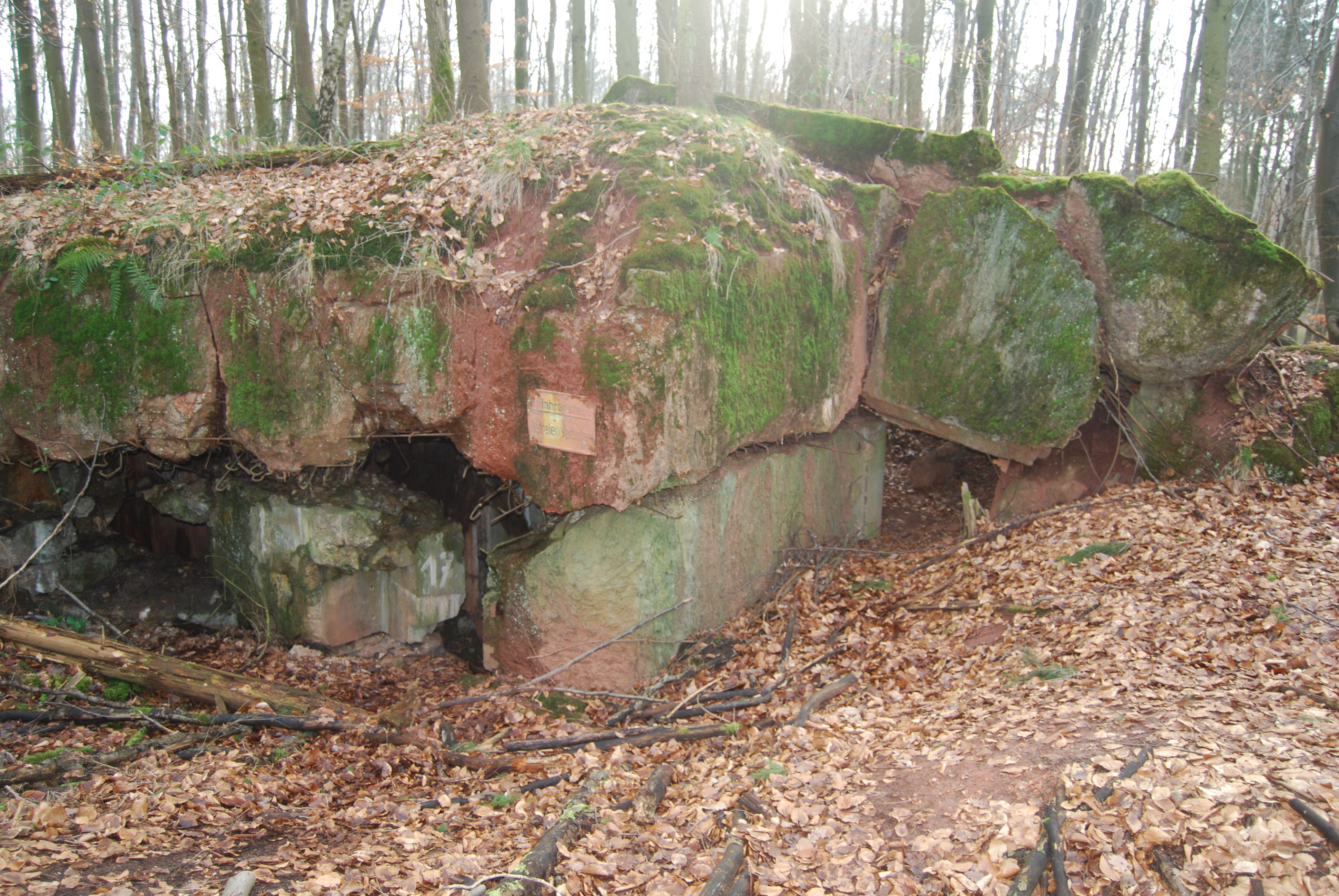
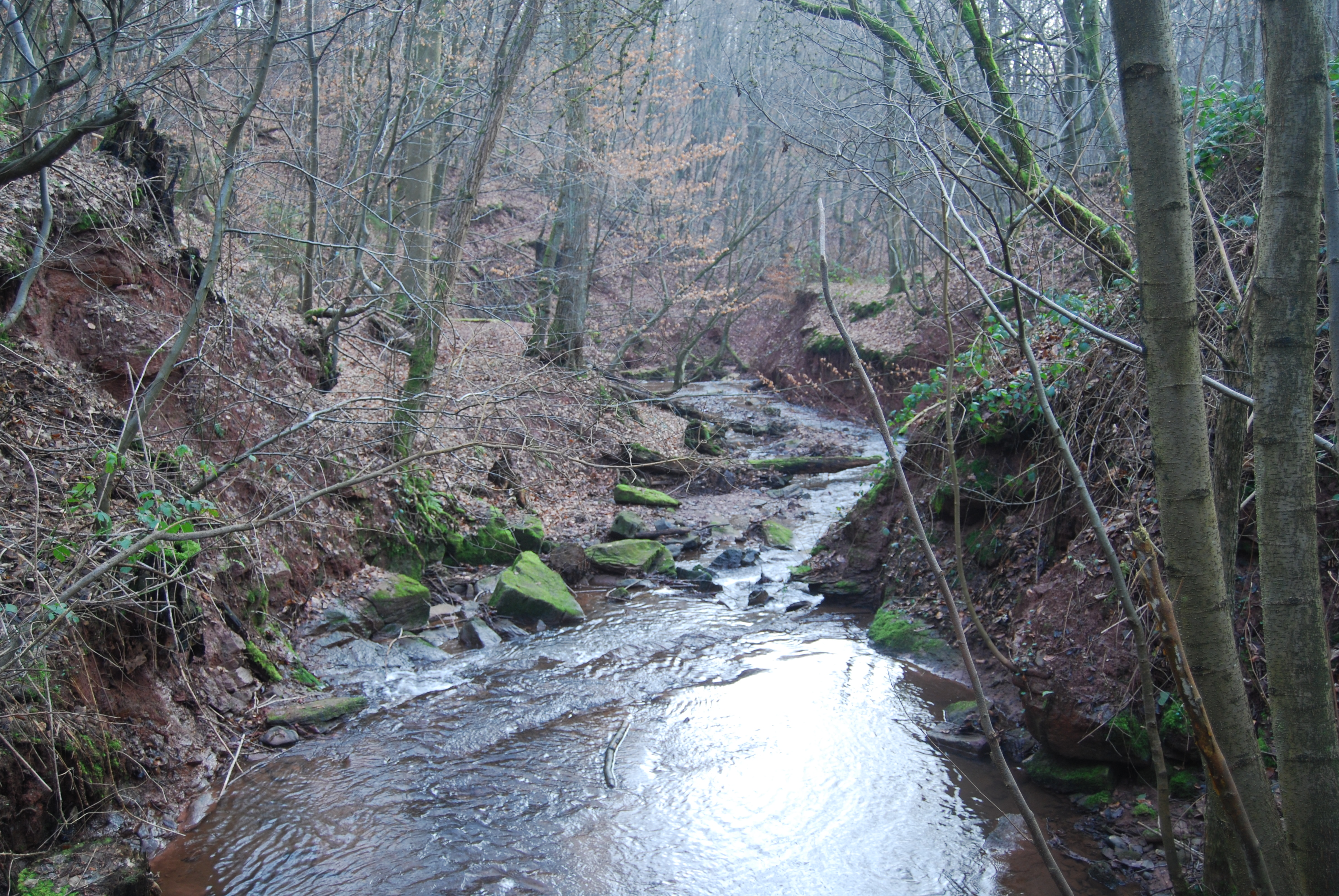
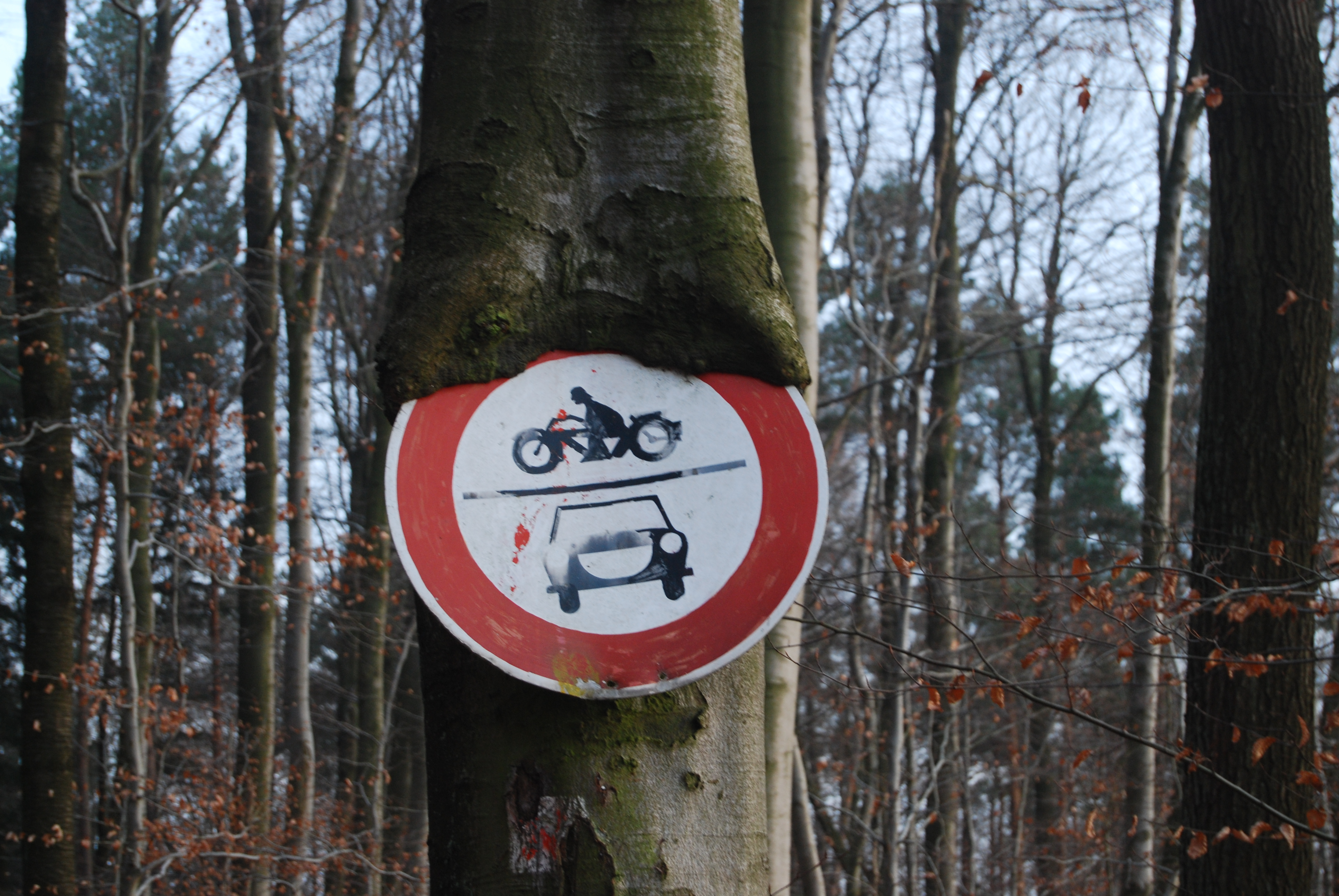

- In der Nähe: Mittelpunkt des Saarlandes